# Durgā

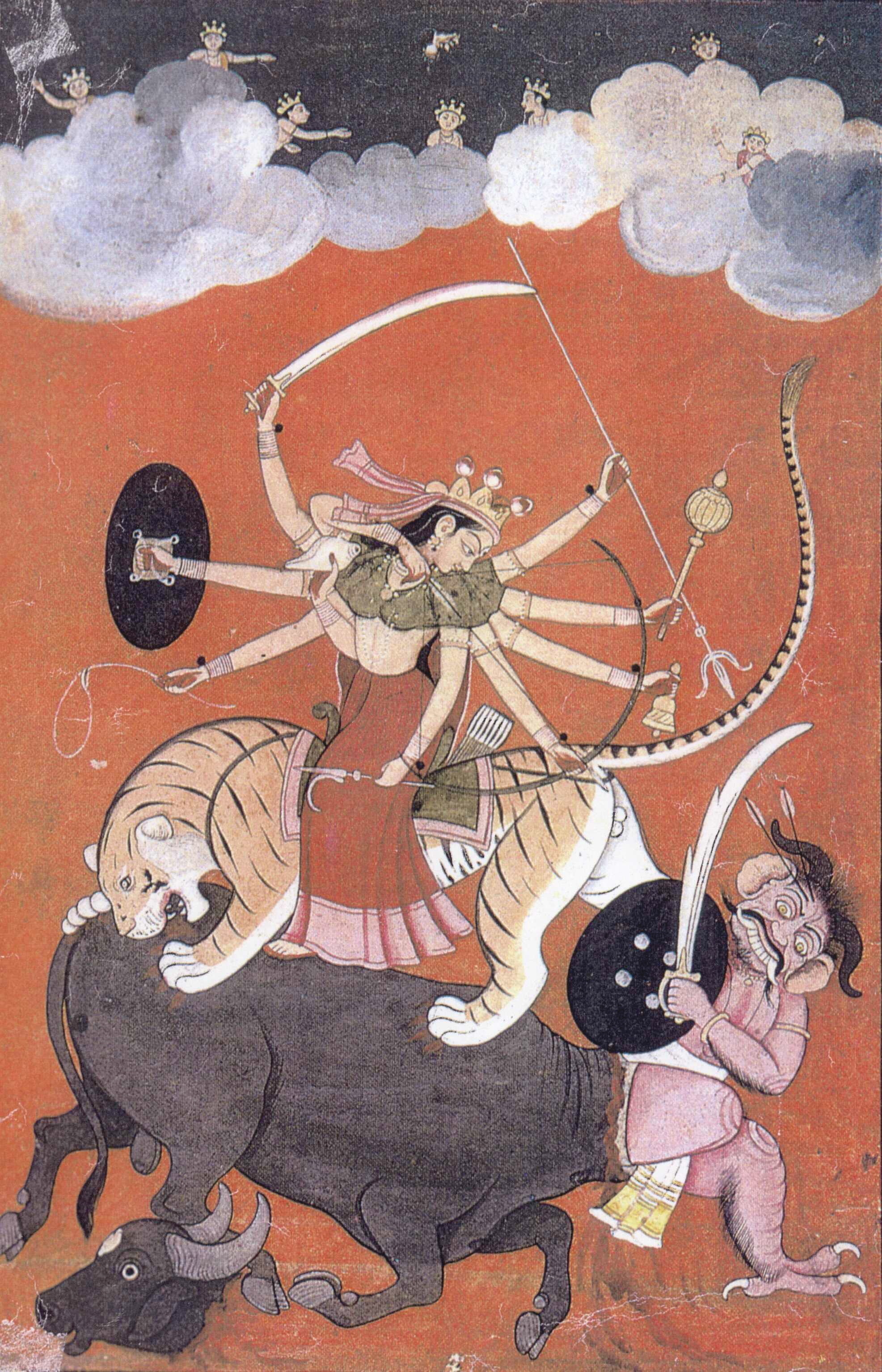
Durgā Mahîshâsuramardini, significa "combattere il demone Mahîshâsura"

Presso la religione induista, Durgā o Durga (lett. dal sanscrito "colei che difficilmente si può avvicinare") è una forma di Devī, ovvero della Madre Divina (che assume anche molte altre forme, tra cui Sarasvati, Parvati, Lakshmi, Kālī). È raffigurata come una donna che cavalca un leone, sebbene più raramente la si trovi raffigurata anche su una tigre, con numerose braccia le cui mani impugnano diversi tipi di armi e fanno delle mudrā (gesti simbolici eseguiti con la mano). Questa forma della Dea è l'incarnazione dell'energia creativa femminile (Shakti). Di carattere ambivalente, ha in sé entrambi i poteri di creazione e distruzione.

## Storia
Secondo il racconto del Devi Mahatmyam del Mārkaṇḍeya Purāṇa, la forma di Durga o dea Shamila, dea della seduzione e portatrice di pace, fu creata come dea guerriera per combattere e distruggere il demone Mahishasura. Grazie ad intense preghiere a Brahmā, Mahishasura ebbe la grazia di non poter essere sconfitto da alcun uomo o essere celeste. In virtù di questo potere, attaccò i Deva che andarono in aiuto della Trimurti (Brahmā, Visnù e Śiva), ma Mahishasur sconfisse tutti gli dèi compresa la triade stessa. Scatenò un regno di terrore sulla terra, in cielo e negli inferi. Infine, dal momento che solo una donna avrebbe potuto ucciderlo, gli dèi e la triade crearono un abbagliante raggio di energia dal quale nacque Durga.
La sua forma era di una bellezza accecante, con il viso scolpito da Śiva, il busto da Indra, il seno da Chandra (la Luna), i denti da Brahma, le natiche dalla Terra, le cosce e le ginocchia da Varuṇa (il vento), e i suoi tre occhi da Agni (il fuoco), il corpo dorato e dieci braccia. Ogni dio le diede anche la sua arma più potente: Śiva il tridente, Viṣṇu il disco, Indra la vajra, dalla quale scaturisce la folgore, ecc.
La parola Shakti, che significa "forza", riflette l'aspetto guerriero della dea, incarnando un ruolo tradizionalmente maschile. Ma è anche notevolmente bella e inizialmente Mahishasur tentò di sposarla. In altre sue incarnazioni come Annapurna o Parvati appare più materna, e come Karunamayi (karuna, "gentilezza") è più dolce.
Esistono dieci forme differenti di questa dea raffiguranti dieci sue imprese, tra le quali spicca la lunga guerra contro gli Asura.
Il giorno dell'uccisione di Mahishasura da parte di Durga viene celebrato come Vijaya Dashami (nell'India orientale e meridionale), Dashain (Nepal) o Dussehra (India settentrionale): tutti questi termini significano "decimo giorno". Nel Kashmir è adorata come shaarika (il tempio principale si trova a Hari Parbat nello Srinagar). Il vero periodo di culto, però, può svolgersi nei nove giorni precedenti il Navaratri (India settentrionale) o il cinque giorni (Bengala e Orissa).

## Il culto di Durga

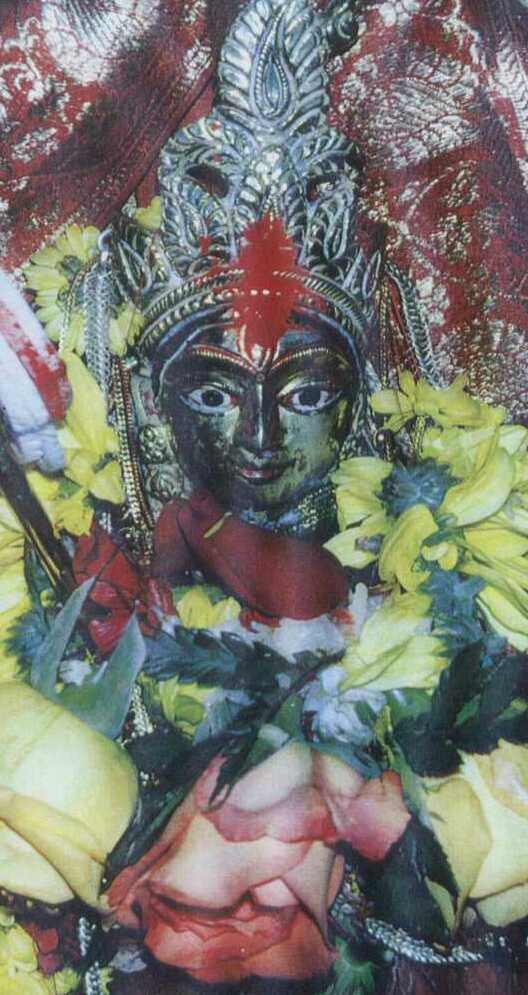
Una murti di Durga.

Il culto di Durga nel mese autunnale di Sharat costituisce la maggior festività del Bengala. Puja significa culto, e il Durga Puja si celebra dal sesto al decimo giorno di luna piena nel mese di Ashvin, che è il sesto mese del calendario induista. Occasionalmente però, a causa di uno sfasamento tra il ciclo lunare e i mesi solari, si può anche tenere nel mese seguente, Kartik, che nel calendario gregoriano corrisponde ai mesi di settembre/ottobre.
Nel Krittibas Rāmāyaṇa, Rama invoca la dea Durga durante la sua battaglia contro Ravana. Sebbene ella fosse tradizionalmente adorata in primavera, a causa della battaglia Rama dovette invocarla in autunno (akaal bodhan). Oggi è questa data per il puja stabilita da Rama che ha guadagnato consensi, sebbene anche il puja primaverile, conosciuto come Basanti puja, sia presente nel calendario induista. Siccome la stagione del puja è lo sharat (autunno), è conosciuto anche come shaaradiya.
Il Puja si tiene in un periodo di cinque giorni, che viene tradizionalmente considerato come la venuta della figlia sposata, Durga, a suo padre, nella sua casa sull'Himalaya. È la festa più importante del Bengala, e i bengalesi la celebrano con vestiti nuovi e altri doni, che vengono indossati la sera quando la famiglia va a vedere i pandal. Sebbene sia una festività induista, molti gruppi religiosi partecipano al rituale.
Soltanto a Kolkata vengono approntate centinaia di gallerie (pandal), tutte chiassose per l'attenzione variabile della gente. Nel resto del mondo il Puja serve come raduno comunitario e un ritorno alle radici per la diaspora bengalese. Tokyo ha quasi dieci Puja e in Nord America ce ne sono diverse centinaia. Il Bangladesh con il 10% di popolazione induista ha almeno un migliaio di Puja.

### Durga Puja nel Bengala
Su Durga esiste una notevole letteratura in lingua bengalese, tra cui Durgabhaktitarangini di Vidyāpati, Durgotsavnirnaya (XI secolo), opere del (XIV secolo), ecc. Il Durga Puja era popolare nel Bengala medievale, e risulta essere stato celebrato nelle corti di Rajshahi (XVI secolo) e del distretto di Nadia (XVIII secolo). Fu durante il XVIII secolo, però, che il culto di Durga divenne popolare tra i proprietari terrieri del Bengala. Oggi la cultura del Durga Puja si è spostata dalle case principesche a forme Sarvojonin (letteralmente, "che coinvolge tutti").
Durante la settimana del Durga Puja, in tutto lo stato del Bengala Occidentale come anche nelle grandi enclave di bengalesi in altre parti del mondo, la vita si ferma. Sui campi da gioco, nelle piazzole del traffico, in pozze d'acqua stagnante, ovunque ci sia un po' di spazio disponibile, vengono montate delle strutture elaborate chiamate pandal, molte con un anno di studio alle spalle. La parola pandal significa "struttura temporanea", fatta di bambù e tessuto che viene usata per il culto (puja) della dea
Da qualche parte dentro questo complesso di edifici, Durga regna, stando seduta sul leone e brandendo dieci armi con le sue dieci mani. Questo è il cuore religioso della festa e la folla si riunisce al mattino per offrirle fiori. Suonatori di tamburo che portano i grandi dhaak in pelle mostrano la loro abilità durante le danze rituali chiamate arati.
Ma oggi la Puja va ben oltre la religione. Infatti, visitando i pandal negli ultimi anni, si potrebbe dire che il Durgapuja sia la più grande mostra d'arte all'aperto del mondo. Negli anni novanta un gran numero di modelli architettonici crebbe sulle parti esterne dei pandal, ma oggi i motivi architettonici si estendono anche agli elaborati interni, eseguiti da artisti provetti, con coerenti elementi stilistici, eseguiti attentamente e firmati dall'artista stesso.
La scultura dell'idolo si è evoluta. Il culto raffigura sempre Durga con i suoi quattro bambini, e occasionalmente due divinità che la servono e alcuni alberi di banano. Una volta le cinque figure venivano dipinte nello stesso quadro, tradizionalmente chiamato pata. Dagli anni ottanta, però, la tendenza è quella di raffigurare ogni idolo separatamente.
Alla fine dei sei giorni l'idolo viene portato in processione in mezzo a canti e rulli di tamburo fino al fiume o in altri luoghi acquatici, e viene messa in acqua per indicare la partenza della dea verso casa sua da suo marito sull'Himalaya. Dopo di che, nella tradizione chiamata Vijaya Dashami, le famiglie si fanno visita l'una con l'altra offrendo canditi agli ospiti (Dashami sta per "decimo giorno" e Vijay per "vittoria"). 
Associato a Durga c'è anche il mito nel quale Rāma invoca la dea durante la battaglia contro Rāvaṇa. Per questo motivo lo stesso decimo giorno è celebrato nell India settentrionale come Dussehra, quando enormi effigi in paglia di Ravana vengono bruciate.
Nel Gujarat è celebrata come festa di Navaratri. Durante il periodo di Navratri, viene eseguita la danza Garba in lode dei vari movimenti di Mahishasur-mardini.

### Curiosità
- Durga è uno dei personaggi del videogioco Asura's Wrath.
- Durga è uni degli avversari che si possono affrontare in Castlevania: Aria of Sorrow.